# Габел, Элиес
Эли́ес Га́бел (англ. Elyes Gabel, род. 8 мая 1983) — британский актёр.

## Биография
Габел начал свою карьеру в канадском детском ситкоме «Я люблю мумию», а затем присоединился к британской мыльной опере «Катастрофа», где снимался с 2001 по 2007 год. Последующие несколько лет он снимался в различных британских шоу, прежде чем дебютировать на американском телевидении во второстепенной роли в сериале HBO «Игра престолов».
Габел появился в фильмах «Добро пожаловать в капкан» и «Война миров Z», а затем снялся в третьем сезоне сериала ABC «Следствие по телу». Вскоре после его закрытия, Габел получил роль в фильме «Интерстеллар», а осенью 2014 года начал играть ведущую роль в процедурале CBS «Скорпион», после чего начал встречаться с коллегой по сериалу Кэтрин Макфи. В 2016 году пара распалась.

## Фильмография

### Кино
| Год  | Название на русском       | Название на английском   | Роль          | Примечания      |
| ---- | ------------------------- | ------------------------ | ------------- | --------------- |
| 2008 | Бугимен 3                 | Boogeyman 3              | Бен           | Direct-to-video |
| 2011 | Королевство пыли          | Kingdom of Dust          | Ахмед         |                 |
| 2011 | Везде и нигде             | Everywhere and Nowhere   | Джаз          |                 |
| 2013 | Добро пожаловать в капкан | Welcome to the Punch     | Руан Стернвуд |                 |
| 2013 | Война миров Z             | World War Z              | Эндрю Фассбах |                 |
| 2014 | Интерстеллар              | Interstellar             | администратор |                 |
| 2015 | Самый жестокий год        | A Most Violent Year      | Джулиан       |                 |
| 2015 | Призраки лучшая участь    | Spooks: The Greater Good | Касим         |                 |

### Телевидение
| Год       | Название на русском | Название на английском | Роль                  | Примечания                                                                                               |
| --------- | ------------------- | ---------------------- | --------------------- | --- |
| 2002      | Я люблю мумию       | I Love Mummy           | Нафф                  | Регулярная роль                                                                                          |
| 2004      | Врачи               | Doctors                | Стив                  | Эпизод: «They Never Cut the Cord»                                                                        |
| 2005      |                     | Casualty @ Holby City  | Гурприд «Гуппи» Санду | Эпизод: «Teacher’s Pet»                                                                                  |
| 2001-2007 | Катастрофа          | Casualty               | Гурприд «Гуппи» Санду | Регулярная роль, 129 эпизодов Номинация — National Television Award лучшему дебютанту                    |
| 2008      | Тупик               | Dead Set               | Дэнни                 | Мини-сериал                                                                                              |
| 2008      | Явления             | Apparitions            | Вимал                 | Мини-сериал                                                                                              |
| 2009      | Улица Ватерлоо      | Waterloo Road          | Роб Кливер            | 10 эпизодов                                                                                              |
| 2010      | Идентичность        | Identity               | Хосе Родригес         | Регулярная роль, 6 эпизодов                                                                              |
| 2011      | Борджиа             | The Borgias            | Принц Джем            | Эпизод: «The Moor»                                                                                       |
| 2011      | Психовилль          | Psychoville            | Шароз                 | 5 эпизодов                                                                                               |
| 2011      |                     | Exit Strategy          | Тарик Файяд           | Пилот |
| 2012      |                     | Widow Detective        | Трой Варгас           | Пилот |
| 2011-2012 | Игра престолов      | Game of Thrones        | Ракхаро               | 7 эпизодов Номинация — Премия Гильдии киноактёров США за лучший актёрский состав в драматическом сериале |
| 2012      | Немой свидетель     | Silent Witness         | Умар                  | 2 эпизода                                                                                                |
| 2013      | Следствие по телу   | Body of Proof          | Адам Лукас            | Регулярная роль, 13 эпизодов                                                                             |
| 2014-2018 | Скорпион            | Scorpion               | Уолтер О’Брайен       | Регулярная роль                                                                                          |